# Urbain Etienne Morlion
Urbain Etienne Morlion MAfr (* 15. Februar 1894 in Pollinkhove, Lo-Reninge, Belgien; † 31. Januar 1985) war Bischof von Baudouinville.

## Leben
Urbain Etienne Morlion trat der Ordensgemeinschaft der Weißen Väter bei und empfing am 2. Februar 1922 das Sakrament der Priesterweihe.
Am 11. Juli 1939 ernannte ihn Papst Pius XII. zum Titularbischof von Tarasa in Numidia und zum Koadjutorvikar von Baudouinville. Pius XII. spendete ihm am 29. Oktober desselben Jahres die Bischofsweihe; Mitkonsekratoren waren der Sekretär der Kongregation de Propaganda Fide, Kurienerzbischof Celso Costantini, und der emeritierte Apostolische Vikar von Uganda, Henri Streicher MAfr.
Morlion wurde am 22. September 1941 in Nachfolge des zurückgetretenen Victor Roelens MAfr Apostolischer Vikar von Baudouinville. Am 10. November 1959 wurde Urbain Etienne Morlion infolge der Erhebung des Apostolischen Vikariates Baudouinville zum Bistum erster Bischof von Baudouinville.
Am 29. September 1966 nahm Papst Paul VI. das von Morlion vorgebrachte Rücktrittsgesuch an und ernannte ihn zum Titularbischof von Catabum Castra. Auf das Titularbistum Catabum Castra verzichtete Morlion am 29. Januar 1971.
Urbain Etienne Morlion nahm an allen vier Sitzungsperioden des Zweiten Vatikanischen Konzils teil.